# Reotaxis
Reotaxia o reotaxis, viene del latín rheotaxis derivado del griego rheos (corriente), y taxis, (ordenación, arreglo y/o disposición), es el fenómeno por el cual un cuerpo en una corriente de fluido (líquido o gas) se mueve en dirección igual u opuesta a ésta. Se denominará reotaxis positiva si el movimiento es en contra de la corriente, y negativa si el movimiento se realiza a favor de la corriente.

## Tipos
El término fue inicialmente utilizado en biología en 1894 por el zoólogo alemán Curt Herbst (1866-1946).
La motilidad es una propiedad básica de los microorganismos vivos, y su funcionamiento suele venir determinado por señales ambientales como es su interacción y respuesta con el entorno. Esta habilidad de sentir el entorno es crucial para los sistemas vivos, y su respuesta ante este entorno es denominada taxis, la cual afecta a funciones vitales como su reproducción, nutrición, migración y estrategias de supervivencia.
Los organismos superiores se basan en sofisticadas redes de mecanismos sensoriales para moverse de manera eficiente en presencia de estímulos físicos o químicos, sin embargo, varias formas fundamentales de taxis ya se manifiestan a nivel unicelular, que van desde la quimiotaxis en bacterias, durotaxis en fibroblastos o reotaxis en espermatozoides.

### Reotaxis celular[7]
Uno de los casos más importantes a la hora de estudiar la reotaxis, es la reotaxis positiva que experimentan los espermatozoides de los mamíferos durante la fertilización.
Tradicionalmente el movimiento de los espermatozoides se atribuía a diferentes estímulos como la termotaxis, movimientos peristálticos uterinos y sobre todo a quimiotaxis. Sin embargo, recientes estudios demuestran que la reotaxis es el sistema más significativo para el guiado de los espermatozoides en mamíferos en largas distancias dentro del tracto reproductivo femenino, considerándolo un sistema robusto para recorrer grandes distancias durante la fertilización y facilitando el movimiento aguas arriba de las corrientes de células reproductoras masculinas a lo largo de superficies sólidas.
A su vez, se ha sugerido que la curvatura del flagelo puede desempeñar un papel fundamental en la reotaxis, aunque todavía queda por confirmarse en más experimentos. 

### Reotaxis bacteriana[8]
La motilidad es una propiedad básica de los microorganismos vivos, y su funcionamiento suele venir determinado por señales ambientales. Usando flujos microfluídicos controlados, nos encontramos que la reotaxis también ocurre en bacterias. Esta taxis bacteriana viene de una interacción entre los gradientes de velocidad y la forma helicoidal de los flagelos, que, en un conjunto, generarán un momento torsor que altere la dirección del nado de la bacteria. Se cree que la reotaxis ocurre en una amplia gama de hábitats bacterianos, desde el medio ambiente natural hasta el propio cuerpo humano, donde puede interferir con otros procesos (como la quimiotaxis), que implica que el beneficio adquirido por la movilidad bacteriana, puede ser reducido según algunas condiciones hidrodinámicas.

### Otros ejemplos de Reotaxis en la naturaleza[9]
Usualmente se ha denominado reotaxis a la capacidad que tienen muchos organismos acuáticos que viven en ríos, arroyos, cauces, etc. donde el agua fluye, para nadar contra la corriente, como sucede en la mayoría de invertebrados acuáticos, ciertos peces como el salmón perciben las tensiones tangenciales y responden, ya sea volviéndose hacia el flujo, o huyendo de regiones con un flujo alto. Incluso algunos insectos usan la reotaxis para escapar de las sequías nadando río arriba en ríos con poca agua.